# Dragan Jakovljević
Dragan Jakovljević (ur. 23 lutego 1962 w Konjicu) – bośniacki piłkarz występujący na pozycji napastnika. Wcześniej reprezentant Jugosławii.

## Kariera klubowa
Jakovljević karierę rozpoczynał w 1982 roku w trzecioligowym zespole Igman Konjic. W 1984 roku przeszedł do pierwszoligowego FK Sarajewo. W sezonie 1984/1985 zdobył z nim mistrzostwo Jugosławii. Graczem FK Sarajevo był przez pięć lat. W 1989 roku został zawodnikiem francuskiego FC Nantes. W Division 1 zadebiutował 1 lipca 1989 w przegranym 0:2 meczu z SM Caen. 22 lipca 1989 w wygranym 2:1 spotkaniu z AJ Auxerre strzelił pierwszego gola w Division 1. Przez dwa sezony w barwach Nantes rozegrał 47 spotkań i zdobył 7 bramek.
W 1991 roku Jakovljević odszedł do belgijskiego Royalu Antwerp. W sezonie 1991/1992 zdobył z nim Puchar Belgii, a w sezonie 1992/1993 dotarł do finału Pucharu Zdobywców Pucharów (przegranego z Parmą). W 1996 roku zakończył karierę.

## Kariera reprezentacyjna
W reprezentacji Jugosławii Jakovljević zadebiutował 16 grudnia 1987 wygranym 3:2 meczu eliminacji Mistrzostw Europy 1988 z Turcją. 23 marca 1988 w wygranym 2:1 towarzyskim pojedynku z Walią strzelił pierwszego gola w kadrze. W latach 1987–1989 w drużynie narodowej rozegrał 8 spotkań i zdobył 3 bramki.